# Luca Boscoscuro
Luca Boscoscuro (Schio, 27 dicembre 1971) è un dirigente sportivo ed ex pilota motociclistico italiano.
Anche il nipote, Andrea Boscoscuro, corre come pilota professionista.

## Carriera
Esordisce nel 1995 nella classe 250 con l'Aprilia; nello stesso anno vince il campionato europeo 250, sempre a bordo di un'Aprilia, correndo con licenza sammarinese.
Nel 1996 conclude 10º correndo per la Scuderia AGV. Nel 1997 corre con la Honda del team Dee Cee Racing, concludendo 24º. Nel 1998 passa alla TSR-Honda del team Scuderia AGV Carrizosa giungendo 14º e nel 1999, con la stessa moto, conclude 13º. Nel 2000 torna all'Aprilia con il team Vasco Rossi Racing, terminando 13º; nel 2001 è 21º correndo per il team Campetella Racing.
Terminata la carriera da pilota professionista, resta nell'ambito delle competizioni motociclistiche diventando prima team manager della Gilera e, dalla stagione 2010, proprietario della Speed Up.

## Risultati nel motomondiale
| 1995 | Classe | Moto    |  |  |  |  |  |    |  |  |  |  |  |  |  |  |  |  | Punti | Pos. |
| ---- | ------ | ------- |  |  |  |  |  | -- |  |  |  |  |  |  |  |  |  |  | ----- | ---- |
| 1995 | 250    | Aprilia |  |  |  |  |  | 20 |  |  |  |  |  |  |  |  |  |  | 0     |      |

| 1996 | Classe | Moto    |   |    |    |    |    |   |    |   |     |   |    |    |    |   |     |  | Punti | Pos. |
| ---- | ------ | ------- | - | -- | -- | -- | -- | - | -- | - | --- | - | -- | -- | -- | - | --- |  | ----- | ---- |
| 1996 | 250    | Aprilia | 9 | 13 | 21 | 10 | 13 | 6 | 12 | 6 | Rit | 7 | 15 | 14 | 18 | 9 | Rit |  | 62    | 10º  |

| 1997 | Classe | Moto  |    |    |    |    |     |    |     |     |    |    |    |     |    |    |    |  | Punti | Pos. |
| ---- | ------ | ----- | -- | -- | -- | -- | --- | -- | --- | --- | -- | -- | -- | --- | -- | -- | -- |  | ----- | ---- |
| 1997 | 250    | Honda | 15 | 19 | 15 | 12 | Rit | NP | Rit | Rit | 14 | 13 | NP | Rit | 17 | 15 | 15 |  | 13    | 24º  |

| 1998 | Classe | Moto      |    |     |    |    |     |     |   |    |   |   |   |    |    |    |  |  | Punti | Pos. |
| ---- | ------ | --------- | -- | --- | -- | -- | --- | --- | - | -- | - | - | - | -- | -- | -- |  |  | ----- | ---- |
| 1998 | 250    | TSR Honda | 18 | Rit | 11 | 10 | Rit | Rit | 9 | NP | 8 | 9 | 7 | 12 | 10 | 10 |  |  | 58    | 14º  |

| 1999 | Classe | Moto      |    |     |    |    |    |    |    |    |    |    |    |    |    |   |    |     | Punti | Pos. |
| ---- | ------ | --------- | -- | --- | -- | -- | -- | -- | -- | -- | -- | -- | -- | -- | -- | - | -- | --- | ----- | ---- |
| 1999 | 250    | TSR Honda | 11 | Rit | 10 | 14 | 10 | 10 | 16 | 10 | 10 | 13 | 11 | 11 | 14 | 8 | 10 | Rit | 66    | 13º  |

| 2000 | Classe | Moto    |     |   |    |    |   |     |     |    |     |    |    |    |    |    |    |    | Punti | Pos. |
| ---- | ------ | ------- | --- | - | -- | -- | - | --- | --- | -- | --- | -- | -- | -- | -- | -- | -- | -- | ----- | ---- |
| 2000 | 250    | Aprilia | Rit | 7 | 11 | 11 | 9 | Rit | Rit | 22 | Rit | 15 | 14 | 14 | 12 | 10 | 13 | 15 | 45    | 13º  |

| 2001 | Classe | Moto    |     |     |     |    |     |    |   |    |     |    |    |     |     |   |    |    | Punti | Pos. |
| ---- | ------ | ------- | --- | --- | --- | -- | --- | -- | - | -- | --- | -- | -- | --- | --- | - | -- | -- | ----- | ---- |
| 2001 | 250    | Aprilia | Rit | Rit | Rit | 17 | Rit | 17 | 7 | 15 | Rit | 17 | 18 | Rit | Rit | 8 | 13 | 18 | 21    | 21º  |

| Legenda | 1º posto        | 2º posto            | 3º posto            | A punti      | Senza punti        | Grassetto – Pole position Corsivo – Giro più veloce |
| Legenda | Gara non valida | Non qual./Non part. | Ritirato/Non class. | Squalificato | '-' Dato non disp. | Grassetto – Pole position Corsivo – Giro più veloce |